# Thecocarcelia setula
Thecocarcelia setula är en tvåvingeart som beskrevs av Liang och Chao 1990. Thecocarcelia setula ingår i släktet Thecocarcelia och familjen parasitflugor. Inga underarter finns listade i Catalogue of Life.